# Jの総て
『Jの総て』(ジェイのすべて)は、『マンガ・エロティクスF』（太田出版）で連載された中村明日美子作の漫画。

## あらすじ
1950年代、アメリカ合衆国。マリリン・モンローに憧れる、少年J.M.オースチンは、リストラされアルコール中毒になった父親に体を求められ、応じてしまう。そしてその現場を目の当たりにした母親は、父親を撃ち殺してしまう。
Jは一時は施設に入ったが、14歳の時カレンズバーグという女性に引き取られ、J.S.カレンズバーグを名乗ることになる。私立カレンズバーグ高等中学校に編入することになったJは、そこで理事長の甥である優等生ポールや、モーガンと交遊を深める。しかしポールとすれ違い傷ついたJは、クラブのオーナーのアーサーに誘われニューヨークへ。そこでリタという女性に出逢う。

## 登場人物
J（ジェイ）
主人公。本名はJ.M.オースチン、カレンズバーグに引き取られた後はJ.S.カレンズバーグと名乗る。性同一性障害者で、小さい頃から自分を女性だと思っていた。
天然パーマの容姿の整った美少年で、マリリン・モンローに強く憧れている。彼女の訃報を知ったときは気を失ってしまったほどの大ファン。自分のせいで家族が壊れてしまったと思い悩む。ポールに恋愛感情を抱いているが、彼の重荷になりたくないと、わざと突き放すなど、自分の幸せに臆病な面を持つ。アーサーへのあてつけとリタへの嫉妬から彼女と肉体関係をもつ。
ポール・アンダーソン
カレンズバーグの甥っ子で、優等生。寮でJのお目付役となる。Jより3歳年上で背が高い。髪はくせ毛の黒髪だったが、成長とともにストレートに。生真面目で、Jにキスをされた際には顔を真っ赤にしてどもるなど、ウブな性格。両親は共に亡くなっており、伯母であるカレンズバーグに引き取られている。一度Jと肉体関係を持つが、Jの過去を知り、彼と家族のように接しようとする。しかし自分本位な考えがJを傷つけてしまい、その結果Jはニューヨークに。その後弁護士事務所で働いている時に、Jを探すリタに訪ねられ、Jと再会。出所したJを引き取る。
アンドルー・モーガン
市長の息子の素行の悪い少年。中等部の時ポールと相部屋だった。自分を理解せず、なんでも金で解決しようとする父親に反発している。その一方でJを弟のように可愛がり、Jが不当逮捕で刑務所に入れられた際もJを気遣うなど、面倒見のいい性格。心の底ではポールを気にかけているが、素直になれないでいる。
リタ・バーセルミ　
本名はマーガレット。詩人を夢見て田舎からニューヨークに出てきた。少年のような格好をしているが、れっきとした女性。Jの家の前で行き倒れているところをJに拾われる。その後はJと同居しながら彼の付き人になり、性同一性障害者とは知らずJに好意を抱くようになるが…。
アーサー・ユースタス
Jが勤めるクラブ、「ブルー・ラピッド」のオーナー。Jを危ない噂のある政治家に売るなど、冷血な人間に見えるが、彼なりにJを大切に思っている。リタに好意を寄せ、彼女と肉体関係を持つ。
エドモント・クレモンス
雑誌記者。創刊第一号の雑誌で売れっ子クラブ歌手のJの特集を組もうとJを訪ねてくる。その後行方不明になったJを探すリタとともにポールを訪ね、ポールのよき相談相手になる。リタに想いを寄せるが、ジーンが大きくなっても言い出せないでいる。
カレンズバーグ
祖母の設立した私立カレンズバーグ高等中学校を継ぎ理事長を務める女性。小柄で小太りな体型だが、服装は少女趣味。熱心なキリスト教徒で、妹を妊娠させたユダヤ教徒のポールの父親を憎んでいた。しかし妹が亡くなり一人残されたポールを必死に愛そうとするなど、心優しい人。昔は太っておらず美人だった。
ジーン
リタの一人娘。容姿はリタに似ているが髪は母とは異なりくるくる天然パーマの赤毛の少女。彼女が婚約者に、母親と、「もう一人の母親」の話をする所からこの物語は始まる。エドモントやJ、ポールとも交遊がある模様。

## 書誌情報
中村明日美子『Jの総て』 太田出版〈F×COMICS〉、全3巻
- 1巻　2004年7月6日発売 ISBN 978-4-87233-855-3
- 2巻　2005年5月27日発売 ISBN 978-4-87233-950-5
- 3巻　2006年3月31日発売 ISBN 978-4-7783-2009-6

## 舞台
2020年4月9日より12日にかけて、天王洲 銀河劇場にて公演される予定だったが、2019新型コロナウイルスの流行の影響で中止になった。

### スタッフ
- 脚本・演出：ほさかよう

### キャスト
- J：竹中凌平
- ポール・アンダーソン：八神蓮
- アンドルー・モーガン：細貝圭
- リタ・バーセルミ：中山咲月
- ミス・カレンズバーグ：ザンヨウコ
- アーサー・ユースタス：村田充